# Навчальна анімація
Навчальна анімація – анімація, метою якої є сприяння навчанню.
Використання анімації, для допомоги учням розуміти і запам'ятовувати інформацію, стало популярнішим з появою потужних графічних орієнтованих комп'ютерів. Ці технології зробили анімацію більш легкою і дешевшою, ніж у попередні роки. Раніше, коли існувала лише мальована анімація потрібно  було використовувати спеціалізовані трудомісткі методи, які займали багато часу та багато коштували. На противагу цьому, програмне забезпечення тепер доступно, що надало можливість окремим педагогам – авторам робити свою анімацію без особливого досвіду. Вчителі більше не обмежені лише статичною графікою, тому що можуть легко конвертувати її в навчальну анімацію.

## Анімація для освіти
Педагоги з ентузіазмом сприймають ті можливості, які надає комп'ютерна анімація для зображення динамічного вмісту. Наприклад, PowerPoint надає можливість дуже просто використовувати можливості анімації, і якщо ці можливості вміло використовувати, то така навчальна анімація буде дуже ефективною. Анімація може явно зображавати зміни у часі (тимчасові зміни), тому вона ідеально підходить для навчанних процесів і процедур. При використанні для представлення динамічного контенту, анімація може відображати як зміни в позиції (переклад), так і зміни у формі (перетворення), які дуже важливі для вивчення цього виду предмету.
На відміну від статичних картинок, анімація може відображати тимчасові зміни безпосередньо (без використання допоміжних маркерів на кшталт стрілок чи графічних ліній). Якщо використовувати анімацію замість статичної графіки то не траба використовувати ці допоміжні маркери, а відображення може бути не тільки простішим але і яскравішим, привабливим та більш інтуїтивно зрозумілим. Крім того, учень повинен розшифровувати допоміжне маркування і на основі цього робити якійсь висновок. Для цього можливо, комусь потрібні допоміжні знання, якими він може і не володіти. В анімації, інформацію про зміни буде відображено відразу на дисплеї без додаткової інтерпретації її учнем. Є такий приклад, хоча можливо це і перебільшення, але багатьом більш подобається цілуватися, аніж читати про поцілунок.

## Чи полегшить анімація процес навчання?

Анімація, яка відображає процес, який вивчається

На перший погляд здається, що анімація ідеально підходить для представлення динамічного контенту. Але, дослідження свідчать про те що, освітня ефективність анімації є неоднозначною. Проводились різні дослідження з порівняння ефективності в освіті статичних та анімованих зображень в цілому ряді областей. Хоча були деякі результати, які показували позитивний вплив анімації на навчання, але інші дослідження не виявили жодного впливу або навіть відображали негативний ефект. Загалом, можна зробити висновок, що анімація не є ефективнішою, ніж статична графіка. Швидше за все, тут відіграють основну роль конкретні особливості, конкретної анімації, той контекст в якому вони використовуються, завдяки цьому навчання і стає ефективнішим.

## Чи зробить анімація процес навчання швидшим?
Добре продумана анімація може допомогти студентам вчитися швидше і легше. Вона також є відмінною допомогою вчителям, у поясненні важких предметів. Важкість може виникнути при поясненні математики або якихось уявних процесів. Наприклад, електричний струм є невидимим. Роботу електричних ланцюгів студентам спочатку важко зрозуміти. За допомогою комп'ютерної анімації, навчання та викладання може стати легшим, швидшим і цікавим.

## Ефективність освіти
Часом анімації не вистачає освітньої ефективності. На те є декілька причин. Однією з можливих причин є те, що учень не може обробити представлену інформації адекватно. Наприклад, коли предмет складний, учні можуть бути перевантажені анімованими презентаціями. Це пов'язано з роллю зору та пізнання людини при обробці інформації. Наше людське сприйняття і когнітивна система мають обмежені можливості для обробки інформації. Якщо ці обмеження перевищені при використанні анімації, навчання може бути порушено. Наприклад, швидкість, з якою анімація відображає інформацію може перевищувати швидкість, з якою учень може обробляти її ефективно. Ви ймовірно побачили анімацію насосної системи. Принцип відображення очевидний: повільна анімація вниз і супроводжуючі її письмові пояснення. Малоймовірно, що найкращий ефект для навчання досягається заміною бездумною анімацією статичної графіки, але і для статичної графіки потрібна супроводжуюча документація. Є ще одна пропозиція для вирішення проблем забезпечення користувача контролем за відтворенням анімації. Це – керована анімація, коли в учнів є можливість змінювати наприклад швидкість або напрямок анімації, або навіть вмикати додаткові коментарі.

## Сприйняття значимості в порівнянні з тематичною релевантністю
Складність предмета не може бути єдиною причиною труднощів, при роботі учнів з анімацією. Схоже, що проблеми можуть також виникнути в результаті сприйняття таких презентацій. У погано спроектованої анімації, інформація, яку учні найлегше помічають може не бути основною. З іншого боку, інформація, яка є відносно непомітною може бути дуже важливою. Ви можете побачити приклад цього в правому верхньому куті супроводжуючої анімації. Маленький сірий клапан дозволяє насосній системі правильно працювати. Проте він менш помітний у порівнянні з великим клапаном помаранчевого кольору який рухається вгору і вниз. Справа в тому, що анімація не повинна з'являтися лише сама, в будь-якому випадку потрібне супроводжуюче пояснення.
Також треба звернути увагу на розміщення об'єктів. Деякі об'єкти інколи є помітнішими. Наприклад, якщо об'єкт, який знаходиться в центрі, відносно великий, незвичайної форми, і має контрастні кольори і текстури, швидше за все, буде помічений дуже легко. Інші предмети на дисплеї можуть отримати, відповідно, менше уваги, як результат. Тому треба детально продумати розташування всіх елементів.